# Сесно, Фрэнк
Фрэнк Сесно — американский журналист. Работал корреспондентом Си-Эн-Эн, в том числе, ведущим телепередач и шефом Вашингтонского бюро. Возглавлял школы СМИ и связей с общественностью в университете Джорджа Вашингтона. Создал телепередачу планеты вперед на канале ПБС.

## Карьера
В 1977 году получил степень бакалавра искусств колледжа Миддлбери. Начинал новостным директором на радиостанции WCFR в Спрингфилде, штат Вермонт, где вел ежедневную передачу Checkpoint. Затем работал корреспондентом в Белом доме и в Лондон для Ассошиэйтед Пресс. В 1984 году поступил в CNN. За время работы на канале работал во многих частях света; был шефом Вашингтонского бюро. Сотрудничал с телеканалом ПБС, где вел программы по внутренней политике США, в том числе, по вопросам национальной безопасности. Освещал войну в Ирака. В настоящее время продолжает сотрудничать с каналом в качестве продолжает служить в качестве специального корреспондента. На протяжении своей 25-летней карьеры брал интервью у многих деловых и политических лидеров, включая президентов США Джорджа Буша, Билл Клинтон, Джордж Буш и Рональд Рейган, а также Генерального директора Дженерал Электрик Джек Уэлч, палестинский лидера Ясир Арафат, президент Египта Хосни Мубарак и премьер-министр Израиля Биньямин Нетаньяху. Освещал важнейшие мировые события, включая войну в Ираке и дискуссионные американских президентских выборов 2000 года.
Является членом Совета по международным отношениям.. Последний проект Сесно, — «Planet Forward», — является промежуточным звеном между традиционными и новыми формами подачи информации в гибридном интернет-телевизионные формате. Проект направлен на освещение проблем энергетики, климата и Устойчивости окружающей среды. Ведет программу «Будущее новостей» на канале Общественного телевидения (PBS). В 2000 году, во время работы на CNN, принимал участие в программе «Демократии теперь!». В 2016 году Сесно выступил в роли ведущего новостей в сериале «Карточный домик» (восьмой эпизод четвертого сезона: «Глава 48».

## Заметные работы
В 2017 году, вышла в свет книга Фрэнка Сесно «Ask More: The Power of Questions to Open Doors, Uncover Solutions, and Spark Change».
В 2006 году на CNN был показан документальный фильм Сесно об энергетической политике В настоящее время является продюсером программ на канале pbs и истории канала.:
- 1992, Co-Anchor, The World Today (CNN)
- 2002, Appearance, Who Counts? (PBS)
- 2002, Producer, Ronald Reagan: A Legacy Remembered (The History Channel)
- 2003, Moderator, Avoiding Armageddon (CNN)
  - Confronting Terrorism: Turning the Tide (episode)
  - Nuclear Nightmares: Losing Control (episode)
  - Silent Killers: Poisons and Plagues (episode)
  - The New Face of Terror: Upping the Ante (episode)
- 2003, Narrator, LBJ vs. the Kennedys: Chasing Demons
- 2003, Narrator, JFK: A Presidency Revealed
- 2003, Moderator, Controversy: The Reagans
- 2004, Writer, Sesno Reports (WETA-PBS)
- The Situation Room with Wolf Blitzer, Regular Contributor (CNN)
- Fueling the Future, series, PBS
- 2007, We Were Warned: Tomorrow's Oil Crisis (CNN)
- 2008, Appearance, Pritzker Military Library Presents: Front & Center with John Callaway, The Politics of Defense
- 2009, Planet Forward, Pilot and Web-Sequel